# Котта (одежда)
Котта — европейская средневековая туникообразная верхняя одежда с узкими рукавами.
Котту надевали на камизу. Поверх котты можно было носить сюрко. Мужская котта могла быть относительно короткой (до колена), но чем длиннее, тем выше статус. Женская котта обязательно закрывала ноги.
Рукава могли быть пришивными или пристёжными. Часто контрастных или просто других цветов.
Вырез горловины обычно небольшой, часто скреплялся какой-либо застёжкой.